# Arganchy
Arganchy település Franciaországban, Calvados megyében. Lakosainak száma 216 fő (2022. január 1.). Arganchy Ellon, Guéron, Juaye-Mondaye, Saint-Paul-du-Vernay és Subles községekkel határos.

## Népesség
A település népességének változása:
| Lakosok száma | 201  | 170  | 218  | 220  | 235  | 232  | 227  | 219  | 216  | 216  |
|               | 1968 | 1982 | 1990 | 2006 | 2013 | 2015 | 2017 | 2019 | 2020 | 2022 |